# Киара Миа
Киара Миа (англ. Kiara Mia, род. 20 Май 1976 года, Лос-Анджелес, Калифорния, США) — американская порноактриса и эротическая модель.

## Биография
Родилась в январе 1977 года в Западном Голливуде, в Калифорнийском городе Лос-Анджелес, в семье с латиноамериканскими (в частности, мексиканскими) и индейскими корнями. Не так много известно о её жизни до 2011 года, когда, в возрасте 34 лет, Миа принимает решения сниматься в фильмах для взрослых.
Как и многие другие актрисы, которые начали сниматься позже тридцати лет, за её тело, возраст и атрибуты, она была названа актрисой MILF. Многие фильмы с её участием на эту тему, например Big Titty MILFS 24, Latin Mommas 2 и Mommy, Me, And A Gangster 3.
Работала с различными студиями, например Evil Angel, Diabolic Video, Wicked Pictures, Bang Bros, Elegant Angel и Zero Tolerance.
В 2015 году была номинирована на AVN Award в номинации MILF/Cougar актриса года.
В том же году снялась в фильме Keeping Up With Kiara Mia вместе с Эллисон Мур, Энди Сан Димас, Лексингтоном Стилом и Вероникой Авлав, пародии на реалити-шоу «Семейство Кардашян», в котором Миа сыграла Ким Кардашян.

## Награды и номинации
| Год  | Церемония             | Результат | Номинация                                             | Работа |
| ---- | --------------------- | --------- | ----------------------------------------------------- | ------ |
| 2013 | Nightmoves            | Номинация | Лучшая грудь                                          | н/д    |
| 2013 | Sex Awards            | Номинация | Лучшее тело в порно                                   | н/д    |
| 2014 | Nightmoves            | Номинация | Лучшая грудь                                          | н/д    |
| 2014 | Nightmoves Fan Awards | Номинация | Лучшая грудь                                          | н/д    |
| 2015 | AVN Awards            | Номинация | Приз зрительских симпатий: самая горячая MILF-актриса | н/д    |
| 2015 | AVN Awards            | Номинация | MILF/Cougar актриса года                              | н/д    |
| 2015 | AVN Awards            | Номинация | Приз зрительских симпатий: медиазвезда                | н/д    |
| 2016 | AVN Awards            | Номинация | Приз зрительских симпатий: самая горячая MILF-актриса | н/д    |

## Фильмография
- Aggressive Retail Dyke (2010)
- Cougars Crave Young Kittens 7 (2011)
- Lesbian Fantasies 4 (2011)
- Playboy Radio 2 (2011)
- Sexy (2011)
- Asian Bad Girls (2012)
- Big Tits at School 15 (2012)
- Cock On My Mind 3 (2012)
- Couples Bang the Babysitter 8 (2012)
- Femdom Ass Worship 14 (2012)
- Handjobs and Handcuffs 2 (2012)
- Latin Mommas 2 (2012)
- Lesbian Slumber Party 2: Lesbians in Training (2012)
- Love Story (2012)
- Mami Culo Grande 9 (2012)
- MILF Soup 21 (2012)
- Mommies Busting Out (2012)
- Mommy Does It Better (2012)
- Tit-illation (2012)
- Tug Jobs 25 (2012)
- Wanna Fuck My Daughter Gotta Fuck Me First 14 (2012)
- Your Mom Tossed My Salad 10 (2012)
- Ass Parade 41 (2013)
- Black Personal Trainers (2013)
- Bra Busters 4 (2013)
- Busty Latina M.I.L.F. Worship (2013)
- Courtney Cummz: Nothing But Pussy (2013)